# Шепітка Дементій Іванович
Деменій Іванович Шепітка (1858 — ?) — селянський депутат I Державної думи від Подільської губернії.

## Біографія

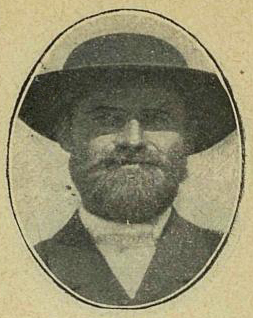
Дементій Іванович Шепітка

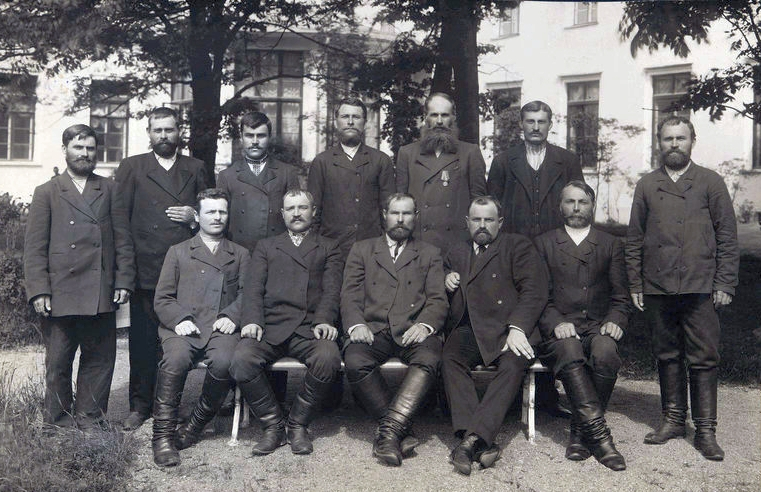
Депутати Державної думи I скликання від Подільської губернії. Стоять: Шепітка Д.І., Кучеренко І.З., Бей В.І., Гнатенко І. Г., Яременко П. Н., Косаренчук І.І., Рибачок О.Ф .; сидять: Романюк А. І., Кучер М. А., Штефанюк Л. Є., Заболотний І. К., Михаленко П.М.

Православний, селянин села Вербки-Чечельнокського Ольгопольського повіту.
Початкову освіту здобув удома, грамотний. Був членом волосного банку.
В 1906 був обраний в I Державну думу від загального складу виборщиків Подільського губернських виборчих зборів. Входив до Трудової групи . Підписав законопроекти: "42-х" з аграрного питання, "Про громадянську рівність", "Про зміну статей 55-57 Установи ДД".
Подальша доля невідома.